# Darwinella rosacea
Darwinella rosacea är en svampdjursart som beskrevs av George John Hechtel 1965. Darwinella rosacea ingår i släktet Darwinella och familjen Darwinellidae.
Artens utbredningsområde är havet kring Jamaica. Inga underarter finns listade i Catalogue of Life.